# Hannan
Hannan (jap. 阪南市 Hannan-shi) – miasto w Japonii, na wyspie Honsiu (Honshū), w prefekturze Osaka.

## Położenie
Miasto leży w południowej części prefektury nad zatoką Osaka. Graniczy z:
- Sennan
- miasteczko Misaki

W prefekturze Wakayama:
- Wakayama
- Iwade

## Historia
Miasto otrzymało status miejski rangi -shi (市) w dniu 1 października 1991 roku.